# Hawker P.1052
L'Hawker P.1052 fu un monomotore a getto sperimentale realizzato dall'azienda britannica Hawker Aircraft verso la fine degli anni quaranta del XX secolo per testare il volo con ala a freccia positiva.

## Storia del progetto
Progettato per andare incontro alle specifiche tecniche della direttiva E.38/46 emanata dall'Air Ministry, il P.1052 fu molto simile all'Hawker P.1040 (Hawker Sea Hawk); differenza sostanziale tra i due velivoli furono le ali, che nel P.1052 avevano una conformazione a freccia positiva, inclinate verso la coda di 35°. Il primo prototipo del mezzo, siglato VX272, volò la prima volta il 19 novembre del 1948 mentre il secondo prototipo realizzato e siglato VX279 volò il 13 aprile 1949. Il P.1052 divenne la base per la progettazione di un altro velivolo sperimentale, propulso a razzo e con ali a freccia positiva: l'Hawker P.1078. Tuttavia questo mezzo non venne mai realizzato perché la realizzazione dell'Hawker P.1072, altro aereo sperimentale, era più avanzata e si decise di continuare a sviluppare l'1072 a scapito del 1078.
Il secondo prototipo di P.1052 fu riprogettato sulla base dell'Hawker P.1081, ed ebbe un singolo ugello di scarico per il motore e anche gli impennaggi di coda ebbero un assetto alare a freccia positiva; tale versione del P.1052 venne ribattezzata dall'Hawker Australian Fighter. Tuttavia tale velivolo andò distrutto durante un volo di prova, causando la morte del pilota T. S. Wade. Non furono realizzati altri velivoli e l'azienda si impegnò nella produzione dell'Hawker Hunter.
Il P.1052 fu comunque un aereo importante, che permise il passaggio ad una nuova conformazione alare che divenne poi lo standard costruttivo dei velivoli della serie Hunter.

## Utilizzatori
Regno Unito
- Royal Aircraft Establishment

## Esemplari attualmente esistenti
Il primo prototipo di P.1052, siglato VX272, è tuttora conservato nel Fleet Air Arm Museum, presso la Royal Naval Air Station Yeovilton, Yeovil.